# Ceratina cucurbitina
C. cucurbitina là một loài Hymenoptera trong họ Apidae. Loài này được Rossi mô tả khoa học năm 1792.

## Hình ảnh

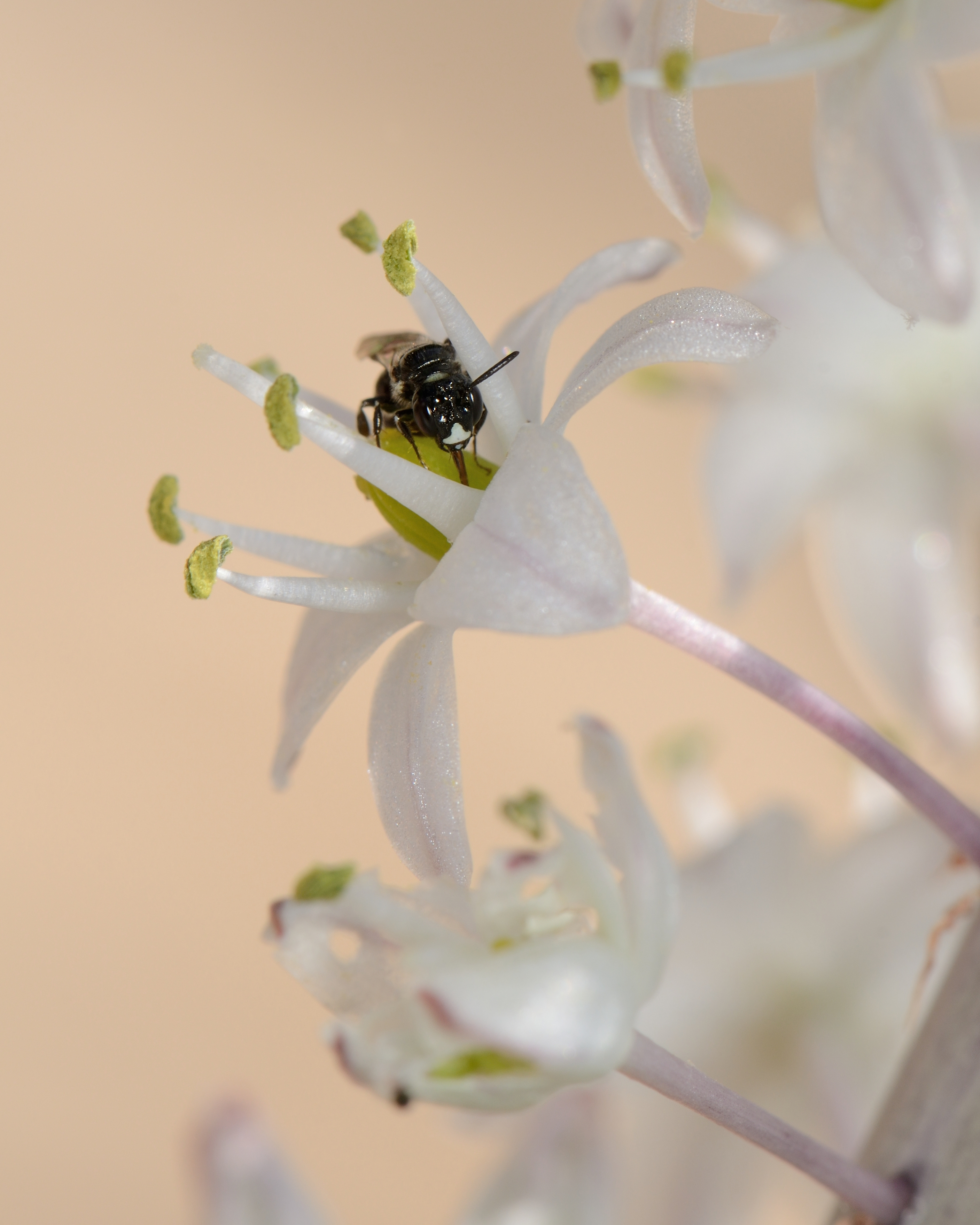
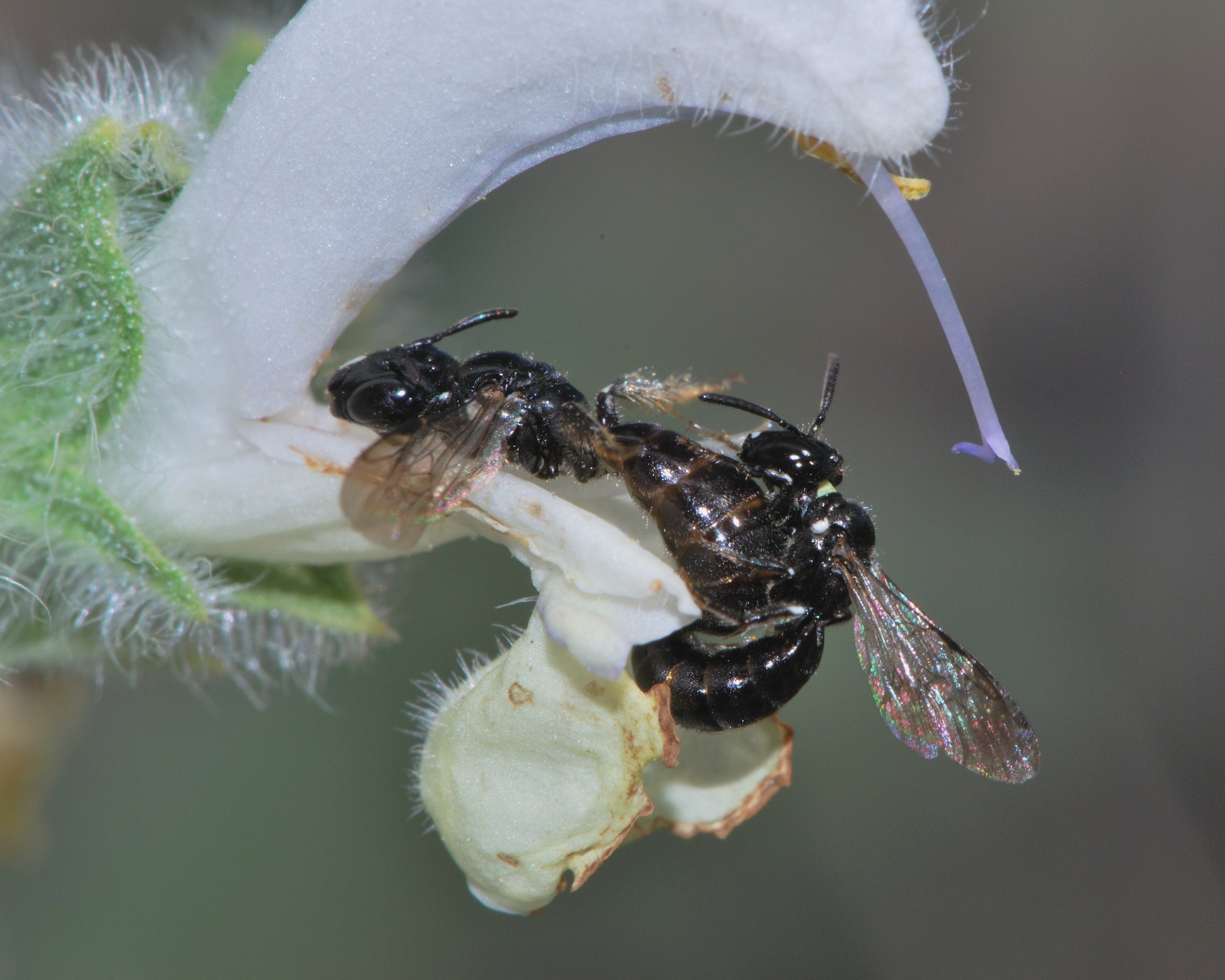